# Come an' Get It
Come An' Get It är ett musikalbum utgivet av Whitesnake 1981.

## Låtförteckning
1. Come An' Get It
2. Hot Stuff
3. Don't break My Heart Again
4. Lonely Days, Lonely Nights
5. Wine, Women An' Song
6. Child of Babylon
7. Would I Lie To You
8. Girl
9. Hit An Run
10. Till The Day I Die